# Per Schultz
Per Lykke Schultz (født 16. august 1944) er en dansk journalist og børnebogsforfatter.
Schultz tog lærereksamen i 1967, fik et Danida-legat til studier på Cuba og blev freelancer ved Land og Folk. I 1968 debuterede han som redaktør af Vietnamkrigs-bogen De andres børn.
Siden blev han ansat af Børne- og Ungdomsafdelingen (B&U) under DR, hvor han blev redaktionschef (souschef).
Sideløbende arbejdede han for Unge Pædagoger og BUPLs blad Børn og Unge.
På DR var han blandt andet manuskriptforfatter på flere afsnit af tv-serien Nana.
1983 debuterede han som forfatter med billedbogen Idas familie. Én far i hånden er bedre end .... Han har fået engangsydelser fra Statens Kunstfond i 1976, 1980 og 1981. 1978 blev han medlem af bestyrelsen for Danske Dramatikeres Forbund. 1987 fik han Kulturministeriets Initiativpris for bogen Idas familie – feber skal man ikke spøge med! (sammen med Dorte Karrebæk).
Schultz var tidligere medlem af DKP, men forlod partiet i 1982 sammen med en række andre medlemmer, der var uenige i partiets kulturpolitik. I 2010 medvirkede Schultz i Jacob Rosenkrands' program Jagten på de røde lejesvende.